# Mine d'Oaky Creek
La mine d'Oaky Creek est une mine à ciel ouvert et souterraine de charbon située dans le bassin minier de Bowen dans le Queensland en Australie,,,. Elle est détenue partiellement par Xstrata. La mine en 2003 emploie 917 personnes. Sa production est de 11 millions de tonnes par an.